# Corte de Cabelo
Corte de Cabelo é um filme português de longa-metragem de ficção realizado por Joaquim Sapinho, e produzido na produtora Rosa Filmes por Amândio Coroado, em 1995, foi nomeado para o Leopardo de Ouro do Festival Internacional de Cinema de Locarno.

## Receção
Tendo sido nomeado em 1995 para o Leopardo de Ouro do Festival Internacional de Cinema de Locarno, Corte de Cabelo ganhou também o prémio para o melhor filme no Festival de Cinema Europeu de Angers de 1996, e o prémio para a melhor actriz, atribuído a Carla Bolito, no Festival de Cinema de Genebra. Em Portugal, Corte de Cabelo teve uma aclamação sem precedentes tanto por parte da crítica como por parte da audiência. É considerada hoje a representação chave da juventude portuguesa dos anos noventa no cinema. O jornal brasileiro Estado de São Paulo chamou-lhe o primeiro filme pós-moderno português

## Produção
Corte de Cabelo foi não só a estreia na realização de Joaquim Sapinho, mas também a estreia no cinema da maioria da equipa e da totalidade do elenco. Corte de Cabelo tornou-se famoso ainda antes da sua rodagem graças à sua longa pré-produção, que consistiu em centenas de provas a novos atores que só terminariam com a descoberta da protagonista Carla Bolito. Várias cenas do filme foram rodades em lugares populares em Lisboa, que foram assim capturados em cinema pela primeira vez, como no caso das sequências filmadas no Centro Comercial das Amoreiras, da sequência filmada no Jardim do Príncipe Real, lugar que seria mais tarde usado por João César Monteiro no seu filme Vai e Vem (filme), e das duas sequências rodadas na Pastelaria Mexicana antes da alteração do espaço projectado pelo arquitecto Jorge Ferreira Chaves em 1962, que ocorreu em 1996, documentando assim o quiosque cilíndrico suspenso numa coluna que existiu na entrada do Café, demolido no ano seguinte.

## Sinopse
O filme, passado em Lisboa, conta a história de um dia na vida de Rita e Paulo, um jovem casal português dos anos noventa, pertencente à primeira geração de portugueses a ter crescido em Portugal ocupado pela União Europeia. A cidade em rápida mudança à sua volta, inspira-os a romper com todas as tradições, pelo que decidem viver o dia em que vão registar o seu casamento civil como um dia igual aos outros. Contudo, por alguma razão, Rita está insegura e deseja ter a certeza absoluta que Paulo a ama. Decide assim testar o amor do noivo cortando curtos os seus longos cabelos negros imediatamente antes da cerimónia. Rita e Paulo casam-se na mesma, mas o corte de cabelo de Rita viria a mudar drasticamente a relação dos dois.

## Elenco
- Carla Bolito como Rita
- Marco Delgado como Paulo
- Francisco Nascimento como Lucas
- Orlando Sérgio como homem negro